# Szczawa (wieś)

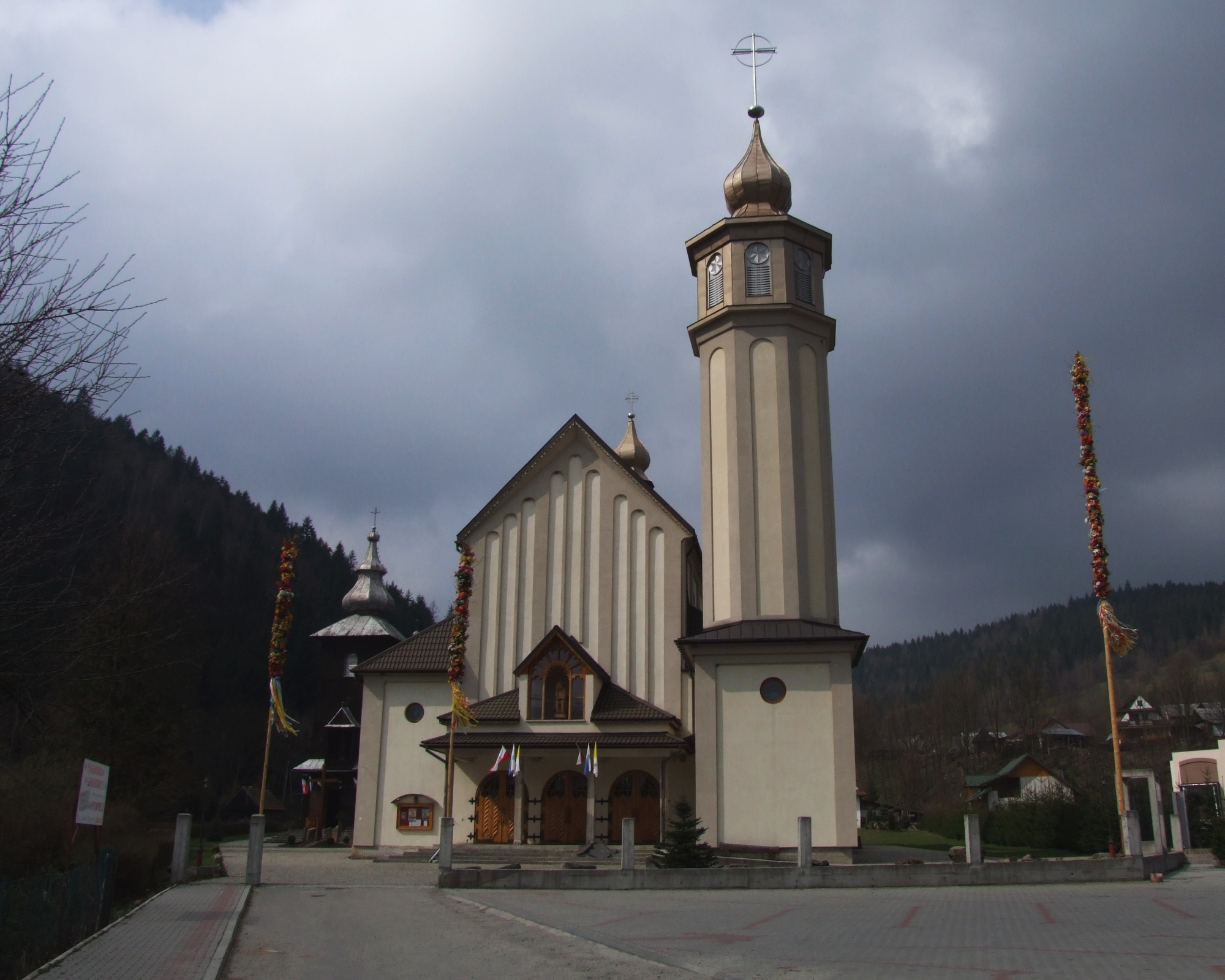
Kościół parafialny

Szczawa – wieś w Polsce, w województwie małopolskim, w powiecie limanowskim, od 1 stycznia 2025 siedziba gminy wiejskiej Szczawa. Wcześniej, w latach 1973–2024, wieś była położona w gminie Kamienica.

## Położenie
Szczawa jest położona wśród gór i lasów Gorców oraz Beskidu Wyspowego, u ujścia potoków: Głębieniec, Mogielica i Szczawa do rzeki Kamienicy. Miejscowość leży u podnóża Kiczory i Wielkiego Wierchu oraz Hali. Przez Szczawę przechodzi droga wojewódzka nr 968. Na jej terenie znajduje się ok. 9,5 km odcinek tej trasy (między Lubomierzem a Kamienicą). Miejscowość jest położona na zróżnicowanej wysokości. Dolna część granicząca z Kamienicą wznosi się ok. 500 m n.p.m. Najwyżej położone zabudowania na grzbiecie Kiczory Kamienickiej sięgają 880 m n.p.m., natomiast najwyżej położonym miejscem jest szczyt Jaworzyny Bulandowej. Szczawa oddalona jest ok. 25 km od Limanowej i Mszany Dolnej oraz o 13 km od Łącka i 30 km od granicy polsko-słowackiej.

## Integralne części wsi
| części wsi | Berkówka, Białe, Buków, Bukówka, Bulandy, Chlipały, Dobczyce, Do Gierki, Do Grajki, Doliny, Domki, Do Obory, Faltynówka, Farony, Flodrówka, Folwark, Gardonie, Kiczora, Koci Zamek, Koszarki, Kowalówka, Kuźle, Kurnyty, Łuszczki, Magorzyca, Mazury, Młaka, Muchy, Nowa Cyrla, Olsze, Pode Drapą, Pod Turnię, Polanki, Potok, Przychody, Równia, Saryse, Skrzynczyska, Szałasie, Świstak, Wąchały, Wiatrówki, Wiatry, Wyrębiska Szczawskie, Wyżnie Białe, Zabukowina, Zakraje, Zamoście, Zarównie, Zawory |

## Ludność
Ludność Szczawy obyczajami i gwarą zbliżona jest do góralskiej części Sądecczyzny – Górale Sądeccy, pośród których etnografowie wyróżniają jednak odrębną grupę tzw. Białych Górali, do których zaliczają tutejszych mieszkańców.

## Historia
Nazwa wsi powstała od licznie występujących w okolicy źródeł mineralnej wody szczawa.
Wieś wchodziła w skład dóbr Klarysek ze Starego Sącza, miał założyć ją sołtys kamienicki Stanisław z Rozprzy. Klaryski zapewniały sołtysowi dożywotni udział w dochodach ze wsi.
Pod koniec XVIII wieku Szczawę – w ramach konfiskaty dóbr klasztornych – przejął rząd austriacki. W 1833 wieś sprzedano Józefowi Kirchnerowi, a po nim w spadku przejął Szczawę (wraz z dobrami kamienickimi) Maksymilian Marszałkowicz. W latach 1845–1851 Marszałkowicz wybudował w Szczawie dwie niewielkie huty, które przetapiały rudę węgierską. Zainicjował również w okolicy pozyskiwanie drewna z gorczańskich lasów, które jednak przerodziło się w gospodarkę rabunkową. W latach 1957–1963 funkcjonowała konna, leśna kolejka wąskotorowa z Rzek do Szczawy.
W czasie II wojny światowej pod szczytami Wielkiego Wierchu mieściła się główna kwatera dowództwa I Pułku Strzelców Podhalańskich Armii Krajowej, a okoliczne lasy były bazą dla polskiej partyzantki. Słynna jest zwłaszcza bitwa między oddziałami dowodzonymi przez majora Adama Stabrawę „Borowego” a wycofującymi się oddziałami niemieckimi, która miała miejsce 12 i 13 stycznia 1945. Co roku 15 sierpnia, obok starego drewnianego kościółka odbywają się msze partyzanckie, na które przyjeżdżają kombatanci. Upamiętnia ten okres również pomnik w centrum wsi, poświęcony partyzantom i mieszkańcom, którzy zginęli w czasie wojny.
W latach 1975–1998 wieś administracyjnie należała do województwa nowosądeckiego.
Od 1 stycznia 2025 wieś jest siedzibą gminy Szczawa.

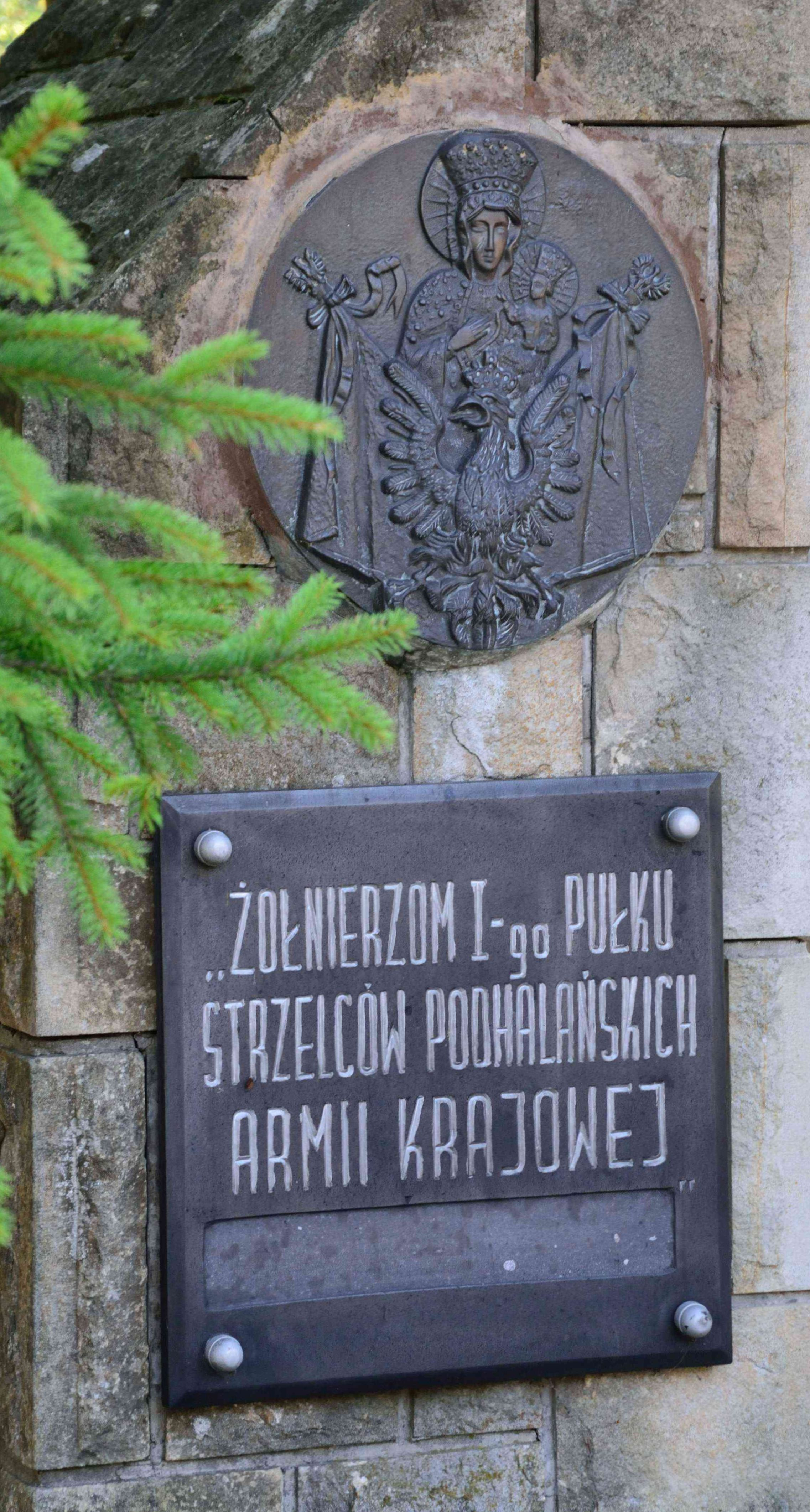
Szczawa – Pomnik żołnierzy AK

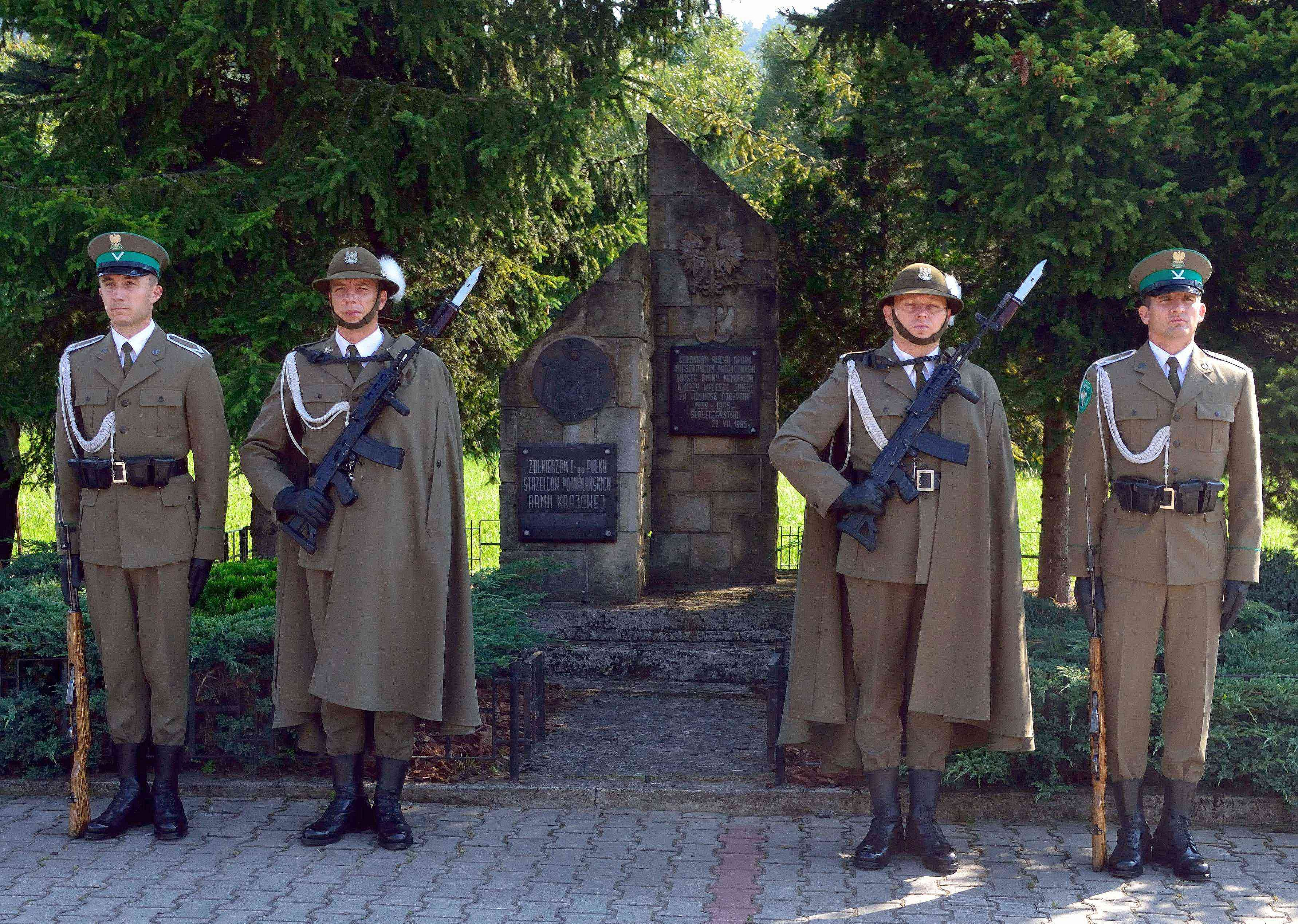
Szczawa – Pomnik pamięci partyzantów (2018)

## Szczawa jako uzdrowisko
Pierwsze wzmianki o niezwykłych właściwościach wód źródeł z okolic Szczawy pochodzą już z XV wieku. Wspominał o nich Jan Długosz. W opisie z podróży odbytej w latach 1788–1795 Baltazar Hacquet podaje, że w okolicach Szczawy spotyka się kwaśne źródła. Także Stanisław Staszic w dziele „O ziemiorództwie Karpatów” informuje o tutejszych wodach mineralnych.
Na szerszą skalę zainteresowano się nimi w okresie międzywojennym. Szczególnie zasłużył się w tej kwestii Antoni Gryzina-Lasek, który złożył wniosek w ówczesnym Ministerstwie Opieki Społecznej o zarejestrowanie Szczawy jako uzdrowiska. Był on również wielkim zwolennikiem budowy drogi, która połączyła Szczawę z Mszaną Dolną i Zabrzeżą. W 1938 powstała w Szczawie pierwsza Pijalnia Wód Mineralnych w Szczawie.
Szczegółowe badania i kategoryzację wód Szczawy przeprowadzono w 1958. Wyróżnione zostały trzy źródła: „Hanna”, „Krystyna” i „Dziedzilla”.
Źródła obecnie eksploatowane i dostępne w pijalni wód w Szczawie:
- „Hanna” – Korzystnie wpływa na choroby krwi, anemię niedobarwliwą, niedobór jodu, niedoczynność tarczycy, problemy z wydzielaniem żółci szczególnie wspomaga pracę wątroby oraz infekcje dróg moczowych, dnę moczanową oraz kamicę moczową. Woda jest nieocenionym towarzyszem diety przy zaburzeniach metabolicznych oraz przy zwalczaniu otyłości[12].
- „Dziedzilla” – korzystnie wpływa na niedoczynność tarczycy, schorzenia układu pokarmowego, w szczególności choroby błony śluzowej żołądka, zaburzenia wydzielania żółci oraz wspomaganie pracy układu krążenia ze wskazaniem na uszkodzenie mięśnia sercowego oraz miażdżycę. Woda jest nieocenionym towarzyszem diety na prawidłową podaż jodu oraz przy cukrzycy[12].
- „Szczawa I” – korzystnie wpływa na schorzenia na tle nerwowym, depresję, nadpobudliwość, alergie, choroby układu oddechowego oraz infekcje górnych i dolnych dróg oddechowych. Woda jest nieocenionym towarzyszem diety na niedobór jodu oraz przy niedoczynność tarczycy. Skuteczna jest również przy zaburzeniach metabolicznych, a także w chorobach krwi[12].
- „Szczawa II” – szczególnie jest polecana jako wspomagający trawienie. Dzięki wysokiej zawartości wodorowęglanów, chlorków, sodu, jodków i dwutlenku węgla oddziałuje korzystnie na szereg procesów ustrojowych, w tym: poprawę lub wspomaganie czynności żołądka i trzustki, tarczycy, dwunastnicy oraz dróg moczowych[13].

## Turystyka
Położenie Szczawy w dolinie między Beskidem Wyspowym i Gorcami, czyni z miejscowości doskonałą bazę wypadową na teren tych gór.
Szlaki turystyczne
 – na Gorc z centrum Szczawy, doliną Głębieńca na Nową Polanę
 – na Mogielicę z centrum Szczawy doliną rzeki Kamienicy Gorczańskiej i Potoków
 – do Kamienicy z centrum Szczawy przez Zbludzkie Wierchy
 – z Białego do Półrzeczek przez studencką bazę namiotową na Polanie Wały pod Krzystonowem
 – szlak spacerowy na Kiczorę doliną Głębieńca przez Łuszczki, Szałasie, osiedle pod Kiczorą, Faronówki i Polanki.

## Atrakcje turystyczne
- Drewniany kościół pw. Najświętszego Serca Pana Jezusa, konstrukcji zrębowej, wzniesiony w latach 1958–1959. Opiekę nad nim sprawuje proboszcz tutejszej parafii.
- Muzeum 1 Pułku Strzelców Podhalańskich Armii Krajowej, znajdujące się przy kościele. Wyeksponowano w nim stare przedmioty codziennego użytku i stroje pochodzące z okolicy[14].
- Pomnik 1 Pułku Strzelców Podhalańskich Armii Krajowej – znajdujący się w centrum wsi monument jest poświęcony pamięci ofiar II wojny światowej[15].
- Zdemontowana stacja narciarska Szczawa Polanki – znajdowała się na stokach Kiczory i Wielkiego Wierchu. Dysponowała wyciągiem orczykowym o długości 750 m oraz zaczepowym o długości 75 m. Długość tras zjazdowych wynosiła 2 km[16].
- Pijalnia wód mineralnych.